# Carré noir
Pour les articles homonymes, voir Carré noir (homonymie).
Carré noir est une collection de littérature policière.
Succédant à la collection La Poche noire, la collection Carré noir connaît 586 numéros de 1971 à 1988. Gallimard y publie une sélection de romans noirs d'abord parus dans sa collection Série noire. Entre 1988 et 1998, la plupart de ses titres seront réédités dans la collection Folio sans couleurs propres.
Folio policier en est le prolongement depuis 1998.

## Titres de la collection
| N°  | Auteur                                                | Titre                                                     | Titre original                                   | Année de publication dans la collection |
| --- | ----------------------------------------------------- | --------------------------------------------------------- | ------------------------------------------------ | --------------------------------------- |
| 001 | Chase, James Hadley                                   | Une manche et la belle                                    | The Sucker Punch                                 | 1971                                    |
| 002 | Finnegan, Robert                                      | Les Spaghettis par la racine                              | The Bandaged Nude                                | 1971                                    |
| 003 | Kane, Henry                                           | Un fauteuil en enfer                                      | Armchair in Hell                                 | 1971                                    |
| 004 | Chase, James Hadley                                   | L'Abominable Pardessus                                    | In a Vain Shadow                                 | 1971                                    |
| 005 | Chase, James Hadley                                   | Douze chinetoques et une souris                           | Twelve Chinks and a Woman                        | 1971                                    |
| 006 | Chase, James Hadley                                   | Traquenards                                               | Trusddet Like the Fox                            | 1971                                    |
| 007 | Chase, James Hadley                                   | Qu'est-ce qu’on déguste                                   | He Won’t Need It Now !                           | 1971                                    |
| 008 | Chase, James Hadley                                   | Alerte aux croquemorts                                    | Safer Dead                                       | 1971                                    |
| 009 | Chase, James Hadley                                   | Miss Shumway jette un sort                                | Mis Shumway Waves a Han                          | 1972                                    |
| 010 | Chase, James Hadley                                   | C'est le bouquet                                          | Figure It Out for Yourself                       | 1972                                    |
| 011 | Chase, James Hadley                                   | Vipère au sein                                            | Double Schuffle                                  | 1972                                    |
| 012 | Chase, James Hadley                                   | Pas d'orchidées pour miss Blandish                        | No Orchids for Miss Blandish                     | 1972                                    |
| 013 | Brown, Carter                                         | Pièce à tiroirs                                           | Walk Softly Witch                                | 1972                                    |
| 014 | Ryck, Francis                                         | Opération Milibar                                         |                                                  | 1972                                    |
| 015 | Marsten, Richard                                      | Le pavé brûle                                             | Runaway Black                                    | 1972                                    |
| 016 | Chase, James Hadley                                   | C'est ma tournée                                          | Have This One On Me                              | 1972                                    |
| 017 | Chase, James Hadley                                   | La Culbute                                                | The Wary Transgressor                            | 1972                                    |
| 018 | Chase, James Hadley                                   | Lâchez les chiens                                         | Mallory                                          | 1972                                    |
| 019 | Chase, James Hadley                                   | Le Démoniaque                                             | Trusddet Like the Fox                            | 1972                                    |
| 020 | Chase, James Hadley                                   | La Petite Vertu                                           | But a Short Time To Live                         | 1972                                    |
| 021 | Chase, James Hadley                                   | Dans le cirage                                            | Strictly for Cash                                | 1972                                    |
| 022 | Chase, James Hadley                                   | Une bouffée d’or pur                                      | The Wiff of Money                                | 1972                                    |
| 023 | Chase, James Hadley                                   | Pochette surprise                                         | The Guilty Are Afraid                            | 1972                                    |
| 024 | Chase, James Hadley                                   | Pas de vie sans fric                                      | You’re Dead Withoutt Money                       | 1972                                    |
| 025 | Chase, James Hadley                                   | Au son des fiffrelins                                     | What’s Better Than Money                         | 1972                                    |
| 026 | Keene, Day                                            | Vive le marié !                                           | Joy House                                        | 1972                                    |
| 027 | Viard et Zacharias                                    | Le Mytheux                                                |                                                  | 1972                                    |
| 028 | Chase, James Hadley                                   | La Chair de l’orchidée                                    | The Lesh To the Orchid                           | 1972                                    |
| 029 | Chase, James Hadley                                   | L'Homme à l’affût                                         | An Ear To the Ground                             | 1972                                    |
| 030 | Chase, James Hadley                                   | Du gâteau !                                               | The Fast Buck                                    | 1972                                    |
| 031 | Chase, James Hadley                                   | Le vautour attend toujours                                | The Vulture Is a Patient Bird                    | 1972                                    |
| 032 | Chase, James Hadley                                   | Tu seras tout seul dans ton cercueil                      | You’re Lonely when You Are Dead                  | 1972                                    |
| 033 | Chase, James Hadley                                   | Un tueur passe                                            | I’ll Bury my Dead                                | 1972                                    |
| 034 | Chase, James Hadley                                   | Douze balles dans la peau                                 | I’ll Get You for This                            | 1972                                    |
| 035 | Chase, James Hadley                                   | Un hippie sur la route                                    | There’s a Hippie on the Highway                  | 1972                                    |
| 036 | Amila, Jean                                           | Y'a pas de Bon Dieu !                                     |                                                  | 1972                                    |
| 037 | Brown, Carter                                         | Au sentiment                                              | The Dame                                         | 1972                                    |
| 038 | Chase, James Hadley                                   | Le Corbillard de Madame...                                | Lady, Here’s Your Wrearh                         | 1972                                    |
| 039 | Chase, James Hadley                                   | Présumé dangereux                                         | Believed Violent                                 | 1972                                    |
| 040 | Chase, James Hadley                                   | Couche-la dans le muguet                                  | Lay Her Among the Lilies                         | 1972                                    |
| 041 | Chase, James Hadley                                   | Retour de manivelle                                       | There’s Always a Price Tag                       | 1972                                    |
| 042 | Chase, James Hadley                                   | Garces de femmes !                                        | You Never Know with Women                        | 1972                                    |
| 043 | Chase, James Hadley                                   | Partie fine                                               | Night Out                                        | 1972                                    |
| 044 | Chase, James Hadley                                   | Le Requiem des blondes                                    | Blondes Requiem                                  | 1972                                    |
| 045 | Chase, James Hadley                                   | Fais-moi confiance                                        | You Find Him – I’ll Fix Him                      | 1972                                    |
| 046 | Chase, James Hadley                                   | En crevant le plafond                                     | You’ve Got It Coming                             | 1972                                    |
| 047 | Naughton, Edmund                                      | John McCabe                                               | McCabe                                           | 1972                                    |
| 048 | Chase, James Hadley                                   | N’y mettez pas votre nez                                  | No Business of Mine                              | 1972                                    |
| 049 | Brown, Carter                                         | Un paquet de blondes                                      | The Blonde                                       | 1972                                    |
| 050 | Chase, James Hadley                                   | Elles attigent                                            | More Deadly Than the Male                        | 1972                                    |
| 051 | Malley, Louis                                         | L'Indic                                                   | Stool Pigeon                                     | 1972                                    |
| 052 | Chase, James Hadley                                   | Faites danser le cadavre                                  | Make the Corpse Walk                             | 1972                                    |
| 053 | Kuttner, Henry                                        | Faites monter la bière                                    | Man Drowning                                     | 1972                                    |
| 054 | Chase, James Hadley                                   | Signé la Tortue                                           | Mission to Siena                                 | 1972                                    |
| 055 | Giovanni, José                                        | Classe tous risques                                       |                                                  | 1972                                    |
| 056 | Jessup, Richard                                       | Un bruit de chaînes                                       | The Cunning and the Haunted                      | 1972                                    |
| 057 | Brown, Carter                                         | À pâlir la nuit                                           | The Body                                         | 1972                                    |
| 058 | Chase, James Hadley                                   | La Main dans le sac                                       | The Paw in the Bottle                            | 1972                                    |
| 059 | Brown, Carter                                         | Ballet bleu                                               | The Bombshell                                    | 1972                                    |
| 060 | Chase, James Hadley                                   | Méfiez-vous fillettes                                     | Miss Callaghan Comes To Grief                    | 1972                                    |
| 061 | Giovanni, José                                        | Le Deuxième Souffle                                       |                                                  | 1972                                    |
| 062 | Bastiani, Ange                                        | Des immortelles pour Mademoiselle                         |                                                  | 1972                                    |
| 063 | Himes, Chester                                        | La Reine des pommes                                       | The Five Cornered Square                         | 1972                                    |
| 064 | Chase, James Hadley                                   | Traitement de choc                                        | Shock Treatment                                  | 1972                                    |
| 065 | Brown, Carter                                         | Dites-le avec des pruneaux !                              | The Corpse                                       | 1972                                    |
| 066 | Chase, James Hadley                                   | Les Bouchées doubles                                      | The Dead Stay Dumb                               | 1972                                    |
| 067 | Ross, Sam                                             | Le Grand Frère                                            | Ready for the Tiger                              | 1972                                    |
| 068 | Chase, James Hadley                                   | Mise en caisse                                            | Gust Another Sucker                              | 1972                                    |
| 069 | Chase, James Hadley                                   | Délit de fuite                                            | Hit and Run                                      | 1972                                    |
| 070 | Williams, Charles                                     | Fantasia chez les ploucs                                  | The Diamond Bikini                               | 1972                                    |
| 071 | Chase, James Hadley                                   | Tirez la chevillette !                                    | Come Easy, Go Easy                               | 1972                                    |
| 072 | Brown, Carter                                         | Bouche que veux-tu ?                                      | Terror Comes Creeping                            | 1972                                    |
| 073 | Chase, James Hadley                                   | Un atout dans la manche                                   | An Ace Up my Sleve                               | 1972                                    |
| 074 | Cheyney, Peter                                        | De quoi se marrer                                         | You'd Be Surprised                               | 1972                                    |
| 075 | Curtis, James                                         | Poids lourd                                               | They Drive by Night                              | 1972                                    |
| 076 | Chase, James Hadley                                   | Rien ne sert de mourir                                    | This Way for a Shroud                            | 1972                                    |
| 077 | Prather, Richard S.                                   | Un beau carton                                            | Everybody Had a Gun                              | 1972                                    |
| 078 | Chase, James Hadley                                   | Pas de mentalité                                          | The World in my Pocket                           | 1972                                    |
| 079 | Chase, James Hadley                                   | Il fait ce qu’il peut                                     | Why Pick on Me ?                                 | 1972                                    |
| 080 | Stewart, Terry                                        | La Mort et l’Ange                                         |                                                  | 1972                                    |
| 081 | Tracy, Don                                            | Neiges d’antan                                            | Last Year Snow                                   | 1972                                    |
| 082 | Farrell, Henry                                        | Une belle fille comme moi                                 | Such a Georgeous Kid Like Me                     | 1972                                    |
| 083 | Brown, Carter                                         | Du beau linge                                             | Kiss and Kill                                    | 1972                                    |
| 084 | Kersh, Gerald                                         | Les Forbans de la nuit                                    | Night and the City                               | 1972                                    |
| 085 | Goodis, David                                         | Tirez sur le pianiste !                                   | Down There                                       | 1972                                    |
| 086 | Bastiani, Ange                                        | Polka dans le champ de tir                                |                                                  | 1972                                    |
| 087 | Chase, James Hadley                                   | Et toc… !                                                 | Have a Change of Scene                           | 1972                                    |
| 088 | Waugh, Hillary                                        | Le Verrou                                                 | Road Block                                       | 1972                                    |
| 089 | Johnson, Ryerson                                      | Au pifomètre                                              | Naked in the Streets                             | 1972                                    |
| 090 | Dominique, Antoine L.                                 | La Valse des gorilles                                     |                                                  | 1972                                    |
| 091 | Brown, Carter                                         | Cible émouvante                                           | The Temptress                                    | 1972                                    |
| 092 | Downes, Donald                                        | Bourreau fais ton métier                                  | Orders to Kill                                   | 1972                                    |
| 093 | Thompson, Jim                                         | Le Lien conjugal                                          | The Getaway                                      | 1972                                    |
| 094 | Simonin, Albert                                       | Touchez pas au grisbi !                                   |                                                  | 1972                                    |
| 095 | Chase, James Hadley                                   | Eva                                                       | Eve                                              | 1972                                    |
| 096 | Amila, Jean                                           | Noces de soufre                                           |                                                  | 1972                                    |
| 097 | Hammett, Dashiell                                     | La Clé de verre                                           | The Glass Key                                    | 1972                                    |
| 098 | McPartland, John                                      | Le Mal des cavernes                                       | I’ll See You in Hell                             | 1972                                    |
| 099 | Kane, Henry                                           | Le Panier de crabes                                       | Until You Are Dead                               | 1972                                    |
| 100 | McGivern, William P.                                  | Vol en vol                                                | Seven Lies South                                 | 1972                                    |
| 101 | Brown, Carter                                         | La Tournée du patron                                      | Stropper, You've Sinned                          | 1972                                    |
| 102 | Chase, James Hadley                                   | Voir Venise et crever                                     | Venetian Mission                                 | 1972                                    |
| 103 | Chase, James Hadley                                   | À vous le plaisir                                         | Like a Hole in he Head                           | 1972                                    |
| 104 | Giovanni, José                                        | La Scoumoune (L’Excommuniée)                              |                                                  | 1972                                    |
| 105 | Prather, Richard S.                                   | Un strapontin au paradis                                  | Case of the Vanishing Beauty                     | 1973                                    |
| 106 | Chandler, Raymond                                     | Le Grand Sommeil                                          | The Big Sleep                                    | 1973                                    |
| 107 | Chase, James Hadley                                   | En trois coups de cuiller à pot                           | Just the Way It Is !                             | 1973                                    |
| 108 | Chase, James Hadley                                   | Ça n’arrive qu’aux vivants                                | The Things Men Do                                | 1973                                    |
| 109 | Keene, Day                                            | Deuil immédiat                                            | To Kiss or Kill                                  | 1973                                    |
| 110 | Ryck, Francis                                         | Ashram drame                                              |                                                  | 1973                                    |
| 111 | Simonin, Albert                                       | Le cave se rebiffe                                        |                                                  | 1973                                    |
| 112 | Brown, Carter                                         | Trois cadavres au pensionnat                              | The Unorthodox Corpse                            | 1973                                    |
| 113 | Brown, Carter                                         | Allez roulez !                                            | Madam, You're Mayhem                             | 1973                                    |
| 114 | Chase, James Hadley                                   | Officiel !                                                | This is for Real                                 | 1973                                    |
| 115 | Fox, James M.                                         | Renversez la vapeur                                       | Free Ride                                        | 1973                                    |
| 116 | Hammett, Dashiell                                     | Le Faucon maltais                                         | The Maltese Falcon                               | 1973                                    |
| 117 | Latimer, Jonathan                                     | Quadrille à la morgue                                     | The Lady in the Morgue                           | 1973                                    |
| 118 | Simonin, Albert                                       | Le Hotu                                                   |                                                  | 1973                                    |
| 119 | Giovanni, José                                        | Meurtre au sommet                                         |                                                  | 1973                                    |
| 120 | Chase, James Hadley                                   | En galère !                                               | Knock ! Knock ! Who's There ?                    | 1973                                    |
| 121 | Fleming, Ian                                          | Entourloupe dans l'azimut                                 | Moonraker                                        | 1973                                    |
| 122 | Francis, Dick                                         | Patatrot                                                  | Dead Cert                                        | 1973                                    |
| 123 | Himes, Chester                                        | Il pleut des coups durs                                   | If Trouble Was Money                             | 1973                                    |
| 124 | Simonin, Albert                                       | Le hotu s’affranchit                                      |                                                  | 1973                                    |
| 125 | Brown, Carter                                         | Taille de croupière                                       | The Mistress                                     | 1973                                    |
| 126 | Burnett, Richard                                      | Quand la ville dort                                       | The Asphalt Jungle                               | 1973                                    |
| 127 | Brown, Carter                                         | Adios, Chiquita !                                         | None But the Lethal Heart                        | 1973                                    |
| 128 | Chase, James Hadley                                   | L'Héroïne d'Hong Kong                                     | A Coffin from Hong Kong                          | 1973                                    |
| 129 | Chase, James Hadley                                   | Un lotus pour Miss Chaung                                 | A Lotus for Miss Quon                            | 1973                                    |
| 130 | Brown, Carter                                         | Solo de baryton                                           | Last Note for a Lovely                           | 1973                                    |
| 131 | Finnegan, Robert                                      | Des monstres à la pelle                                   | Many a Monster                                   | 1973                                    |
| 132 | Fleming, Ian                                          | Chauds les glaçons                                        | Diamonds Are Forever                             | 1973                                    |
| 133 | Chase, James Hadley                                   | Le Denier du colt                                         | Want to Stay Alive ?                             | 1973                                    |
| 134 | Goode, Bill                                           | Micmac maison                                             | Senator’s Nude                                   | 1973                                    |
| 135 | Chandler, Raymond                                     | Adieu ma jolie                                            | Farewell, My Lovely                              | 1973                                    |
| 136 | Dominique, Antoine L.                                 | Le Gorille dans le pot au noir                            |                                                  | 1973                                    |
| 137 | Himes, Chester                                        | Couché dans le pain                                       | A Jealous Man Can't Win                          | 1973                                    |
| 138 | Simonin, Albert                                       | Hotu soit qui mal y pense                                 |                                                  | 1973                                    |
| 139 | Chase, James Hadley                                   | Trop petit mon ami                                        | The Way the Cookie Crumbles                      | 1973                                    |
| 140 | Masur, Harold Q.                                      | Les Pieds devant                                          | Bury me Deep                                     | 1973                                    |
| 141 | Scott, Virgil                                         | Jusqu'à la gauche                                         | The Dead Tree Gives                              | 1973                                    |
| 142 | Simonin, Albert                                       | Grisbi or not grisbi                                      |                                                  | 1973                                    |
| 143 | Viard et Zacharias                                    | L'Aristocloche                                            |                                                  | 1973                                    |
| 144 | Chase, James Hadley                                   | Chantons en chœur                                         | The Soft Centre                                  | 1973                                    |
| 145 | Faherty, Robert                                       | La Cage de l’oncle Bill                                   | Better Than Dying                                | 1973                                    |
| 146 | Vallet, Raf                                           | Mort d'un pourri                                          |                                                  | 1973                                    |
| 147 | MacDonald, John D.                                    | La Foire d'empoigne                                       | The Brass Cupcake                                | 1973                                    |
| 148 | Stuart, William                                       | Passage à tabac                                           | Night Cry                                        | 1973                                    |
| 149 | Tracy, Don                                            | Tous des Vendus !                                         | Criss Cross                                      | 1973                                    |
| 150 | Chase, James Hadley                                   | Cause à l'autre !                                         | Tell It to the Birds                             | 1973                                    |
| 151 | Brown, Carter                                         | On se tape la tête                                        | The Savage Salome                                | 1973                                    |
| 152 | Manchette, Jean-Patrick                               | Nada                                                      |                                                  | 1973                                    |
| 153 | Chase, James Hadley                                   | Le Zinc en or                                             | So, What Happens To Me ?                         | 1973                                    |
| 154 | Westlake, Donald E.                                   | Festival de crêpe                                         | Pity Him Afterwards                              | 1973                                    |
| 155 | Chase, James Hadley                                   | Simple question de temps                                  | Just a Matter of Time                            | 1973                                    |
| 156 | Dodge, David                                          | Trois tondus et un pelé                                   | Shear the Black Sheep                            | 1973                                    |
| 157 | Chase, James Hadley                                   | Tueur de charme                                           | I Would Rather Stay Poor                         | 1973                                    |
| 158 | Brown, Carter                                         | Y'a du tirage                                             | The Dream Is Deadly                              | 1973                                    |
| 159 | Le Carré, John                                        | L'Appel du mort                                           | Call for the Dead                                | 1973                                    |
| 160 | Chase, James Hadley                                   | Un beau matin d'été                                       | One Bright Summer Morning'                       | 1973                                    |
| 161 | Brown, Carter                                         | Télé-mélo                                                 | Lament for a Lousy Lover                         | 1973                                    |
| 162 | Kane, Henry                                           | Comme des mouches !                                       | Slay Ride                                        | 1973                                    |
| 163 | March, William                                        | Graine de potence                                         | The Bad Seed                                     | 1973                                    |
| 164 | Rosten, Leo                                           | Fait comme un rat                                         | The Dark Corner                                  | 1974                                    |
| 165 | Brown, Carter                                         | La Bergère en colère                                      | Murders Wears a Mantilla                         | 1974                                    |
| 166 | Chase, Allan                                          | Ôte-moi de mon soleil                                     | Shadow of a Hero                                 | 1974                                    |
| 167 | Stark, Richard                                        | Comme une fleur                                           | The Hunter                                       | 1974                                    |
| 168 | O'Farrell, William                                    | Les carottes sont cuites                                  | Repeat Performance                               | 1974                                    |
| 169 | Brown, Carter                                         | Jamais de Mavis !                                         | Good Morning Mavis                               | 1974                                    |
| 170 | Dominique, Antoine L.                                 | Le Gorille sans cravate                                   |                                                  | 1974                                    |
| 171 | Sale, Richard                                         | Lazare no 7                                               | Lazarus no 7                                     | 1974                                    |
| 172 | Walker, Gertrude                                      | À contre-voie                                             | So Deadly Fair                                   | 1974                                    |
| 173 | Chase, James Hadley                                   | Les poissons rouges n’ont pas de secret                   | Goldfish Have No Hiding Place                    | 1974                                    |
| 174 | Irish, William                                        | J'ai vu rouge                                             | Fright                                           | 1974                                    |
| 175 | Ryck, Francis                                         | Le Silencieux                                             |                                                  | 1974                                    |
| 176 | Whitfield, Raoul                                      | La Vierge fatale                                          | The Virgin Kills                                 | 1974                                    |
| 177 | Amila, Jean                                           | Motus !                                                   |                                                  | 1974                                    |
| 178 | Keene, Day                                            | C'est ma fête                                             | Wake Up to Murder                                | 1974                                    |
| 179 | Latimer, Jonathan                                     | Bacchanal au cabanon                                      | Murder in the Madhouse                           | 1974                                    |
| 180 | Thompson, Jim                                         | Cent mètres de silence                                    | Nothing More Than Murder                         | 1974                                    |
| 181 | Brown, Carter                                         | Œil de sphinx                                             | Swan Song for a Siren                            | 1974                                    |
| 182 | Tracy, Don                                            | La Bête qui sommeille                                     | How Sleeps the Beast                             | 1974                                    |
| 183 | William P. McGivern                                   | Coup de torchon                                           | The Big Heat                                     | 1974                                    |
| 184 | Stark, Richard                                        | Parker fait peau neuve                                    | The Man With the Getaway Face                    | 1974                                    |
| 185 | Stark, Richard                                        | Parker part en croisade                                   | The Outfit                                       | 1974                                    |
| 186 | Stark, Richard                                        | Parker fait main basse                                    | The Score                                        | 1974                                    |
| 187 | Stark, Richard                                        | Parker rafle la mise                                      | The Handle                                       | 1974                                    |
| 188 | Stark, Richard                                        | Parker reprend son vol                                    | The Green Eagle Score                            | 1974                                    |
| 189 | Stark, Richard                                        | Parker sonne l'hallali                                    | Deadly Edge                                      | 1974                                    |
| 190 | Bastiani, Ange                                        | Le Pain des jules                                         |                                                  | 1974                                    |
| 191 | Brown, Carter                                         | Blague dans le coin                                       | Curtains for a Chorine                           | 1974                                    |
| 192 | Brown, Carter                                         | Le Glas pour Rebecca                                      | Wreath for Rebecca                               | 1974                                    |
| 193 | Irish, William                                        | Les Yeux de la nuit                                       | Night Has a Housand Eyes                         | 1974                                    |
| 194 | Ryck, Francis                                         | Le Secret                                                 |                                                  | 1974                                    |
| 195 | Brown, Carter                                         | Mavis se dévisse                                          | A Bullett for my Baby                            | 1974                                    |
| 196 | Brown, Carter                                         | Au parfum                                                 | Bella Donna Was Poison                           | 1974                                    |
| 197 | A.D.G.                                                | La Nuit des grands chiens malades                         |                                                  | 1974                                    |
| 198 | Chambers, Whitman                                     | Les Treize Marches                                        | Thirteen Steps                                   | 1974                                    |
| 199 | Chase, James Hadley                                   | À pieds joints                                            | Believe This You’ll Believe Anything             | 1974                                    |
| 200 | Le Carré, John                                        | Chandelles noires                                         | A Murder of Quality                              | 1974                                    |
| 201 | Thompson, Jim                                         | Éliminatoires                                             | Wild Town                                        | 1975                                    |
| 202 | Vautrin, Jean                                         | Billy-Ze-Kick                                             |                                                  | 1975                                    |
| 203 | Buell, John                                           | L'Agression                                               | The Shrewsdale Exit                              | 1975                                    |
| 204 | Ryck, Francis                                         | Feu vert pour poissons rouges                             |                                                  | 1975                                    |
| 205 | Amila, Jean                                           | La Bonne Tisane                                           |                                                  | 1975                                    |
| 206 | Siniac, Pierre                                        | Les Morfalous                                             |                                                  | 1975                                    |
| 207 | Westlake, Donald E.                                   | Bon App' !                                                | Killing Time                                     | 1975                                    |
| 208 | Chase, James Hadley                                   | Le Joker en main                                          | The Joker in the Pack                            | 1975                                    |
| 209 | Manchette, Jean-Patrick                               | Folle à tuer                                              |                                                  | 1975                                    |
| 210 | Goodis, David                                         | La Pêche aux avaros                                       | Somebody's Done For                              | 1975                                    |
| 211 | Chase, James Hadley                                   | Fais-moi plaisir ... crève                                | Do Me a Favour ... Drop Dead                     | 1975                                    |
| 212 | Eastwood, James                                       | La Femme à abattre                                        | Murder Inc.                                      | 1975                                    |
| 213 | Brown, Carter                                         | Trois têtes sous le même bonnet                           | Donna Died Laughing                              | 1975                                    |
| 214 | Giovanni, José                                        | Le Gitan                                                  |                                                  | 1975                                    |
| 215 | Mac Coy, Horace                                       | Pertes et Fracas                                          | Corruption City / This Is Dynamite               | 1975                                    |
| 216 | Brown, Carter                                         | Le Tronc, s.v.p. !                                        | The Hellcat                                      | 1975                                    |
| 217 | Dominique, Antoine L.                                 | Le Gorille se mange froid                                 |                                                  | 1975                                    |
| 218 | MacPartland, John                                     | La Virée fantastique                                      | The Wild Party                                   | 1975                                    |
| 219 | Vallet, Raf                                           | Adieu poulet !                                            |                                                  | 1975                                    |
| 220 | Brown, Carter                                         | Un cœur qui saigne                                        | Murder by Miss Demeanor                          | 1976                                    |
| 221 | Le Breton, Auguste                                    | Du rififi chez les hommes                                 |                                                  | 1976                                    |
| 222 | Brown, Carter                                         | Se méfier des contrefaçons                                | Murder in the Key Club                           | 1976                                    |
| 223 | Le Breton, Auguste                                    | Razzia sur la chnouf                                      |                                                  | 1976                                    |
| 224 | Brown, Carter                                         | À la santé de Satan                                       | The Girl Who Was Possessed                       | 1976                                    |
| 225 | Brown, Carter                                         | Call-girl serenade                                        | Target for Their Dark Desire                     | 1976                                    |
| 226 | Brown, Carter                                         | Du soleil pour les caves                                  | The Lover                                        | 1976                                    |
| 227 | Brown, Carter                                         | Le Bal des osselets                                       | The Dance of Death                               | 1976                                    |
| 228 | Brown, Carter                                         | Ah les garces !                                           | W.H.O.R.E.                                       | 1976                                    |
| 229 | Brown, Carter                                         | Continuez le massacre                                     | The Dumdum Murder                                | 1976                                    |
| 230 | Brown, Carter                                         | Les Diams de la Couronne                                  | The Ice-cold Nude                                | 1976                                    |
| 231 | Chase, James Hadley                                   | On repique au jeu                                         | I Hold the Four Aces                             | 1976                                    |
| 232 | Le Breton, Auguste                                    | Le rouge est mis                                          |                                                  | 1976                                    |
| 233 | Brown, Carter                                         | Carte forcée                                              | The Scarlet Flush                                | 1976                                    |
| 234 | Brown, Carter                                         | De poil et de poudre                                      | The Velvet Vixen                                 | 1976                                    |
| 235 | Reeves, Robert                                        | Pas folle la guêpe                                        | Dead and Done For                                | 1976                                    |
| 236 | Adams, Cleve Franklin                                 | Un os dans le fromage                                     | The Crooking Finger                              | 1976                                    |
| 237 | Brown, Carter                                         | Cascade rouge                                             | The Creative Murders                             | 1976                                    |
| 238 | Brown, Carter                                         | Pralines 38                                               | Wheeler Dealer                                   | 1976                                    |
| 239 | Shulman, Irving                                       | La Main chaude                                            | The Amboy Dukes                                  | 1976                                    |
| 240 | Brown, Carter                                         | En cabane, Papa !                                         | The Born Loser                                   | 1976                                    |
| 241 | Cameron, Owen                                         | Dans la gueule de l’agneau                                | Catch a Tiger                                    | 1976                                    |
| 242 | Chase, James Hadley                                   | Qui vivra rira                                            | My Laugh Comes Last                              | 1976                                    |
| 243 | Brown, Carter                                         | À corps et à cris                                         | Wheeler Fortune                                  | 1976                                    |
| 244 | Clarke, Donald Henderson                              | Un nommé Louis Beretti                                    | Louis Beretti                                    | 1976                                    |
| 245 | Brown, Carter                                         | Ma tête sur le billard                                    | Night Wheele                                     | 1976                                    |
| 246 | Hammett, Dashiell                                     | L'Introuvable                                             | The Thin Man                                     | 1976                                    |
| 247 | Brown, Carter                                         | La Môme fouettard                                         | The Early Boyd                                   | 1977                                    |
| 248 | Brown, Carter                                         | Descente de cave                                          | A Corpse for Christmas                           | 1977                                    |
| 249 | Brown, Carter                                         | Manhattan Cowboy                                          | Manhattan Cow-Boy                                | 1977                                    |
| 250 | Sheckley, Robert                                      | La Dixième Victime                                        | The Tenth Victim                                 | 1977                                    |
| 251 | Brown, Carter                                         | Le Tango des oubliettes                                   | The Iron Maiden                                  | 1977                                    |
| 252 | Brown, Carter                                         | La Ronflette                                              | Girl in a Shroud                                 | 1977                                    |
| 253 | Brown, Carter                                         | Sombrerotico                                              | Sex Trap                                         | 1977                                    |
| 254 | Chandler, Raymond                                     | Fais pas ta rosière                                       | The Little Sister                                | 1977                                    |
| 255 | Brown, Carter                                         | C'est vous le zombie ?                                    | And the Undead Sing                              | 1977                                    |
| 256 | Dwyer, K. R.                                          | Les Passagers                                             | Shattered                                        | 1977                                    |
| 257 | Brown, Carter                                         | Croupe Suzette                                            | Donovan's Day                                    | 1977                                    |
| 258 | Brown, Carter                                         | Le Valseur énigmatique                                    | The Lady Is Not Available                        | 1977                                    |
| 259 | Brown, Carter                                         | La Sirène au ciné                                         | Phreak-out !                                     | 1977                                    |
| 260 | Bardawil, Georges                                     | Aimez-vous les femmes ?                                   |                                                  | 1977                                    |
| 261 | Brown, Carter                                         | Le Don Quichotte des canapés                              | Donovan                                          | 1977                                    |
| 262 | Brown, Carter                                         | Une tigresse dans le moteur                               | The Tigress                                      | 1977                                    |
| 263 | Brown, Carter                                         | Le Scorpion indiscret                                     | Ride the Roller Coaster                          | 1977                                    |
| 264 | Ryck, Francis                                         | Le Prix des choses                                        |                                                  | 1977                                    |
| 265 | Brown, Carter                                         | Hollywood Bazar                                           | The Star-crossed Lover                           | 1977                                    |
| 266 | Brown, Carter                                         | Sauvons la farce !                                        | The Exotic                                       | 1977                                    |
| 267 | Brown, Carter                                         | La Reine des soiffardes                                   | Negative in Blue                                 | 1977                                    |
| 268 | Tevis, Walter S.                                      | L'Arnaqueur                                               | The Hustler                                      | 1977                                    |
| 269 | Chase, James Hadley                                   | Planque-toi à la morgue                                   | Consider Yourself Dead                           | 1977                                    |
| 270 | Brown, Carter                                         | Le Violeur et la Voyeuse                                  | Busted Wheeler                                   | 1977                                    |
| 271 | Brown, Carter                                         | Ferme ta malle !                                          | The Desired                                      | 1977                                    |
| 272 | Ryck, Francis                                         | Effraction                                                |                                                  | 1977                                    |
| 273 | Brown, Carter                                         | Banco Bidon                                               | The Million Dollars Babe                         | 1978                                    |
| 274 | Brown, Carter                                         | Diaphane en diable                                        | The Lady Is Transparent                          | 1978                                    |
| 275 | Brown, Carter                                         | Ne pensez donc pas qu'à ça !                              | Remember Maybelle ?                              | 1978                                    |
| 276 | Clarke, Donald Henderson                              | Beretti pas mort !                                        | Murderer’s Holiday                               | 1978                                    |
| 277 | Brown, Carter                                         | Le Cochon qui rêvasse                                     | The Dream Merchant                               | 1978                                    |
| 278 | Kane, Henry                                           | Embûche de Noël                                           | A Corpse for Christmas                           | 1978                                    |
| 279 | Brown, Carter                                         | La Tournée des cocottes                                   | Suddenly by Violence                             | 1978                                    |
| 280 | Keene, Day                                            | Graine de cimetière                                       | My Flesh Is Sweet                                | 1978                                    |
| 281 | Brown, Carter                                         | Magouilles à Macao                                        | Chinese Donavan                                  | 1978                                    |
| 282 | Brown, Carter                                         | Le Marteau de Thor                                        | The Hammer of Thor                               | 1978                                    |
| 283 | Brown, Carter                                         | À saute-jarretelle                                        | Donavan's Delight                                | 1978                                    |
| 284 | Trinian, John                                         | La Baleine scandaleuse                                    | The Whale Story                                  | 1978                                    |
| 285 | Brown, Carter                                         | Les Frangines en folie                                    | The Savage Sisters                               | 1978                                    |
| 286 | McBain, Ed                                            | Le Sourdingue                                             | Left’s Hear It for the Deaf Man                  | 1978                                    |
| 287 | Brown, Carter                                         | Le Tortillard des pauvres                                 | The Pipes Are Calling                            | 1978                                    |
| 288 | Brown, Carter                                         | L'Effeuilleur                                             | The Stripper                                     | 1978                                    |
| 289 | Chase, James Hadley                                   | Meurtres au pinceau                                       | You Must Be Kidding                              | 1978                                    |
| 290 | Brown, Carter                                         | La Veuve pognon                                           | The Strawberry-blonde Jungle                     | 1978                                    |
| 291 | Spain, John                                           | La Vie de famille !                                       | Dead Is Like That                                | 1978                                    |
| 292 | Brown, Carter                                         | La Bande à bobos                                          | The Myopic Mermaid                               | 1978                                    |
| 293 | MacPartland, John                                     | Survoltage                                                | Big Red's Daughter                               | 1978                                    |
| 294 | Brown, Carter                                         | Éclipse d'étoile                                          | The Jade-eyed Jungle                             | 1978                                    |
| 295 | Mac Coy, Horace                                       | Adieu la vie, adieu l’amour…                              | Kiss Tomorrow Good-bye                           | 1978                                    |
| 296 | Williams, Charles                                     | La Mare aux diams                                         | Scorpion Reef                                    | 1979                                    |
| 297 | Chandler, Raymond                                     | La Dame du lac                                            | Lady in the Lake                                 | 1979                                    |
| 298 | Frazee, Steve                                         | La Loi du jupon                                           | A Gun for Bragg's Woman                          | 1979                                    |
| 299 | Ransome, Stephen                                      | Elle en veut !                                            | Some Must Watch                                  | 1979                                    |
| 300 | Brown, Carter                                         | Coup de tête                                              | Until Temptation Do Us Part                      | 1979                                    |
| 301 | Chase, James Hadley                                   | Question de flair                                         | A Can of Worms                                   | 1979                                    |
| 302 | Irish, William                                        | L'Heure blafarde                                          | Deadline at Dawn                                 | 1979                                    |
| 303 | Williams, Charles                                     | Je t'attends au tournant                                  | Hell Hath No Fury                                | 1979                                    |
| 304 | Mac Coy, Horace                                       | Un linceul n'a pas de poches                              | No Pockets in a Shroud                           | 1979                                    |
| 305 | Chandler, Raymond                                     | La Grande Fenêtre                                         | The High Window                                  | 1979                                    |
| 306 | Himes, Chester                                        | Imbroglio negro                                           | Don’t Play With Death, All Shot Up               | 1979                                    |
| 307 | Goodis, David                                         | La nuit tombe                                             | Nightfall                                        | 1979                                    |
| 308 | Brown, Carter                                         | Au voyeur !                                               | See It Again                                     | 1979                                    |
| 309 | Hammett, Dashiell                                     | La Moisson rouge                                          | Red Harvest                                      | 1979                                    |
| 310 | McBain, Ed                                            | Après le trépas                                           | Sadie When She Died                              | 1979                                    |
| 311 | Himes, Chester                                        | Tout pour plaire                                          | The Big Gold Dream                               | 1979                                    |
| 312 | McBain, Ed                                            | Cause toujours, ma poupée !                               | Doll                                             | 1979                                    |
| 313 | Ryck, Francis                                         | Les Chasseurs de sable                                    |                                                  | 1979                                    |
| 314 | Brown, Carter                                         | La Jumelle en cavale                                      | The Rip-off                                      | 1979                                    |
| 315 | Chandler, Raymond                                     | Sur un air de navaja                                      | The Long Goodbye                                 | 1979                                    |
| 316 | Goodis, David                                         | Le Casse                                                  | The Burglar                                      | 1979                                    |
| 317 | Irish, William                                        | J'ai épousé une ombre                                     | I Married a Dead Man                             | 1979                                    |
| 318 | Hammett, Dashiell                                     | Sang maudit                                               | The Dain Curse                                   | 1979                                    |
| 319 | Himes, Chester                                        | Dare-Dare                                                 | Run, Man, Run                                    | 1979                                    |
| 320 | McBain, Ed                                            | Le Sonneur                                                | The Mugger                                       | 1979                                    |
| 321 | Brown, Carter                                         | Le Cercueil capitonné                                     | The Plush-lined Coffin                           | 1979                                    |
| 322 | Eastwood, James                                       | Bas les masques                                           | Deadline                                         | 1979                                    |
| 323 | McBain, Ed                                            | Mort d'un tatoué                                          | Shotgun                                          | 1979                                    |
| 324 | Chandler, Raymond                                     | Charade pour écroulés                                     | Playback                                         | 1979                                    |
| 325 | Himes, Chester                                        | Ne nous énervons pas                                      | Be calm / Come back                              | 1979                                    |
| 326 | Chase, James Hadley                                   | Tu ne crois pas si bien dire                              | You Can Say That Again                           | 1979                                    |
| 327 | Brown, Carter                                         | Billets de faire-part                                     | The Deep Cold Green                              | 1979                                    |
| 328 | Goodis, David                                         | Vendredi 13                                               | Black Friday                                     | 1979                                    |
| 329 | McBain, Ed                                            | En petites coupures                                       | Every Little Crook and Nann                      | 1979                                    |
| 330 | Brown, Carter                                         | Hou les vilaines !                                        | The Spanking Girls                               | 1979                                    |
| 331 | Burnett, W. Richard                                   | Le Petit César                                            | Little Caesar                                    | 1979                                    |
| 332 | Chandler, Raymond                                     | Le Jade du mandarin                                       | Mandarin’s Jade (recueil de nouvelles)           | 1979                                    |
| 333 | Naughton, Edmund                                      | Oh ! Collègue                                             | The Partner                                      | 1980                                    |
| 334 | Burnett, W. Richard                                   | Rien dans les manches                                     | Little Men, Big World                            | 1980                                    |
| 335 | Goodis, David                                         | Sans espoir de retour                                     | Street of No Return                              | 1980                                    |
| 336 | Hammett, Dashiell                                     | Le Grand Braquage                                         | The Big Knockover (recueil de nouvelles)         | 1980                                    |
| 337 | Thompson, Jim                                         | 1275 âmes                                                 | Pop                                              | 1980                                    |
| 338 | Fuller, Samuel version romancée par Avallone, Michael | Shock Corridor                                            | Shock Corridor                                   | 1980                                    |
| 339 | Vautrin, Jean                                         | À bulletins rouges                                        |                                                  | 1980                                    |
| 340 | Viard et Zacharias                                    | L'Embrumé                                                 |                                                  | 1980                                    |
| 341 | Reynaud-Fourton, Alain                                | Les Mystifiés                                             |                                                  | 1980                                    |
| 342 | Chandler, Raymond                                     | Un tueur sous la pluie                                    | Killer in the Rain (recueil de nouvelles)        | 1980                                    |
| 343 | Hammett, Dashiell                                     | Papier tue-mouches                                        | Fly Paper (recueil de nouvelles)                 | 1980                                    |
| 344 | MacDonald, John                                       | Les Énergumènes                                           | The End of the Night                             | 1980                                    |
| 345 | Avallone, Michael                                     | Orgies funéraires                                         | The Coffin Things                                | 1980                                    |
| 346 | Hammett, Dashiell                                     | Le Sac de Couffignal                                      | The Gutting of Couffignal (recueil de nouvelles) | 1980                                    |
| 347 | Paoli, Paul                                           | Les Pigeons de Naples                                     |                                                  | 1980                                    |
| 348 | Thompson, Jim                                         | Le Démon dans ma peau                                     | The Killer Inside Me                             | 1980                                    |
| 349 | Brown, Carter                                         | Safari--Sapho                                             | The Phantom Lady                                 | 1980                                    |
| 350 | Chase, James Hadley                                   | La Grande Fauche                                          | Try This One for Size                            | 1980                                    |
| 351 | Cooper, Clarence                                      | La Scène                                                  | The Scene                                        | 1980                                    |
| 352 | Siniac, Pierre                                        | Les 401 Coups de Luj Inferman’                            |                                                  | 1980                                    |
| 353 | Ryck, Francis                                         | L'Entourloupe                                             |                                                  | 1980                                    |
| 354 | Harris, Alfred                                        | Pile ou Face                                              | Baroni                                           | 1980                                    |
| 355 | Adams, Clifton                                        | Le Despérado                                              | The Desperado                                    | 1980                                    |
| 356 | Black, Thomas                                         | Pain complet !                                            | Four Dead Mice                                   | 1980                                    |
| 357 | Duncan, Peter                                         | Je suis un sournois                                       | Sweet Cheat                                      | 1980                                    |
| 358 | Westlake, Donald E.                                   | Un loup chasse l'autre                                    | Killy                                            | 1980                                    |
| 359 | Williams, Charles                                     | Le Pigeon                                                 | A Touch of Death /Mix Yourself a Redhead         | 1980                                    |
| 360 | McBain, Ed                                            | Du balai !                                                | Cop Hater                                        | 1980                                    |
| 361 | Hirschfeld, Burt                                      | Cochons de parents                                        | Father Pig                                       | 1980                                    |
| 362 | McBain, Ed                                            | La Hache                                                  | Ax                                               | 1980                                    |
| 363 | McShane, Mark                                         | L'Inconnue                                                | The Girl Nobody Knows                            | 1980                                    |
| 364 | Walsh, Thomas                                         | Ronde de nuit                                             | Paperback                                        | 1980                                    |
| 365 | Alexander, David                                      | Terreur à Broadway                                        | Terror on Broadway                               | 1980                                    |
| 366 | Hammett, Dashiell                                     | Le Dixième Indice                                         | The Tenth Clew (recueil de nouvelles)            | 1980                                    |
| 367 | Westlake, Donald E.                                   | Pierre qui brûle                                          | The Hot Rock                                     | 1980                                    |
| 368 | Manchette, Jean-Patrick                               | Trois hommes à abattre                                    |                                                  | 1980                                    |
| 369 | Amila, Jean                                           | Jusqu'à plus soif                                         |                                                  | 1980                                    |
| 370 | Marlowe, Dan                                          | Blitzkrieg                                                | Shake a Crooked Town                             | 1980                                    |
| 371 | Westlake, Donald E.                                   | L'Assassin de papa                                        | 361                                              | 1980                                    |
| 372 | Williams, Charles                                     | Avec un élastique                                         | The Big Bite                                     | 1980                                    |
| 373 | A.D.G.                                                | Cradoque's band                                           |                                                  | 1980                                    |
| 374 | Goodis, David                                         | L'Allumette facile                                        | Fire in the Flesh                                | 1980                                    |
| 375 | Latimer, Jonathan                                     | La Corrida chez le prophète                               | Salomon’s Vineyard                               | 1981                                    |
| 376 | McBain, Ed                                            | Le Fourgue                                                | The Pusher                                       | 1981                                    |
| 377 | Brown, Carter                                         | C'est pas triste !                                        | Model for Murder                                 | 1981                                    |
| 378 | Chase, James Hadley                                   | File-moi une couverture                                   | Hand Me a Fig Leaf                               | 1981                                    |
| 379 | Matheson, Richard                                     | Les Seins de glace                                        | Someone Is Bleeding                              | 1981                                    |
| 380 | Godey, John                                           | Frissons garantis                                         | A Thrill a Minute With Jack Albany               | 1981                                    |
| 381 | MacDonald, John D.                                    | Dans les plumes                                           | Judge Me Not                                     | 1981                                    |
| 382 | Delion, Jean                                          | Quand me tues-tu ?                                        |                                                  | 1981                                    |
| 383 | McGivern, William P.                                  | La Colère noire                                           | The Darknest Hour                                | 1981                                    |
| 384 | Niall, Michael                                        | Un homme est passé                                        | Bad Day At Black Rock                            | 1981                                    |
| 385 | Oriano, Janine                                        | B comme Baptiste                                          |                                                  | 1981                                    |
| 386 | Brown, Carter                                         | Envoyez la soudure !                                      | The Victim                                       | 1981                                    |
| 387 | Goodis, David                                         | Les Pieds dans les nuages                                 | Night Squad                                      | 1981                                    |
| 388 | McBain, Ed                                            | On suicide                                                | Like Love                                        | 1981                                    |
| 389 | Siniac, Pierre                                        | Les Sauveurs suprêmes                                     |                                                  | 1981                                    |
| 390 | Manchette, Jean-Patrick                               | L'Affaire N'Gustro                                        |                                                  | 1981                                    |
| 391 | Seignard, Jean                                        | À la santé d’Adolphe                                      |                                                  | 1981                                    |
| 392 | Trinian, John                                         | Mélodie en sous-sol                                       | The Big Grab                                     | 1981                                    |
| 393 | Brown, Carter                                         | Dansons la camisole                                       | The Swingers                                     | 1981                                    |
| 394 | Holden, Larry                                         | Faridon en Floride                                        | Hide-Out                                         | 1981                                    |
| 395 | Simonin, Albert                                       | Une balle dans le canon                                   |                                                  | 1981                                    |
| 396 | Williams, Charles                                     | Aux urnes, les ploucs !                                   | Uncle Sagamore and His Girls                     | 1981                                    |
| 397 | Delion, Jean                                          | Pouce !                                                   |                                                  | 1981                                    |
| 398 | Ryck, Francis                                         | Prière de se pencher au-dehors                            |                                                  | 1981                                    |
| 399 | Taylor, Samuel W.                                     | Comme un frère                                            | The Man With my Face                             | 1981                                    |
| 400 | Vautrin, Jean                                         | Groom                                                     |                                                  | 1981                                    |
| 401 | Brown, Carter                                         | Demain, on tue                                            | Tomorrow Is Murder                               | 1981                                    |
| 402 | Clarke, Donald Henderson                              | Strictement Confidentiel                                  | Confidential                                     | 1981                                    |
| 403 | White, Lionel                                         | Les Voraces                                               | Seven Hungry Mene                                | 1981                                    |
| 404 | Cain, Paul                                            | À tombeaux ouverts                                        | Fast One                                         | 1981                                    |
| 405 | Chase, James Hadley                                   | Passez une bonne nuit                                     | Have a Nice Night                                | 1981                                    |
| 406 | Goodis, David                                         | Cauchemar                                                 | Dark Passage                                     | 1981                                    |
| 407 | Gunn, James                                           | Tendre Femelle                                            | Deadlier Than the Male                           | 1981                                    |
| 408 | Brown, Carter                                         | Rocking chéries                                           | It's Lonely, Rock'n Roll !                       | 1981                                    |
| 409 | Ellin, Stanley                                        | La Peur au ventre                                         | Dreadful Summit                                  | 1981                                    |
| 410 | Rosen, Victor                                         | Calibre 38                                                | A Gun in His Hand                                | 1981                                    |
| 411 | Westlake, Donald E.                                   | Pris dans la glu                                          | The Spy in the ointment                          | 1981                                    |
| 412 | Cheyney, Peter                                        | Comment qu'elle est !                                     | I'll Say She Does !                              | 1981                                    |
| 413 | McBain, Ed                                            | Dix plus un                                               | Ten Plus One                                     | 1981                                    |
| 414 | Malley, Louis                                         | La Famille Pied-de-bouc                                   | Horns for the Devilse                            | 1981                                    |
| 415 | Sareil, Jean                                          | Le pipelet n’a pas pipé                                   |                                                  | 1982                                    |
| 416 | Hughes, Cledwyn                                       | La Jambe de Caïn                                          | He Dared Not Look Behinde                        | 1982                                    |
| 417 | Reagan, Thomas B.                                     | Le Contre-casse                                           | The Inside-out Heist                             | 1982                                    |
| 418 | Westlake, Donald E.                                   | Le Paquet                                                 | Bank Shot                                        | 1982                                    |
| 419 | Whittington, Harry                                    | Casse-tête                                                | You’ll Die Next                                  | 1982                                    |
| 420 | Cheyney, Peter                                        | Vous pigez ?                                              | Don't Get Me Wrong                               | 1982                                    |
| 421 | McBain, Ed                                            | Tout le monde sont là !                                   | Hail, Hail, the Gang's All Here!                 | 1982                                    |
| 422 | Siniac, Pierre                                        | Pas d'ortolans pour La cloducque                          |                                                  | 1982                                    |
| 423 | Williams, Charles                                     | L'Ange du foyer                                           | Big City Girl                                    | 1982                                    |
| 424 | Amila, Jean                                           | La Lune d'Omaha                                           |                                                  | 1982                                    |
| 425 | Neely, Richard                                        | Le Tourmenteur                                            | The Walter Syndrome                              | 1982                                    |
| 426 | Viard et Zacharias                                    | Le Roi des mirmidous                                      |                                                  | 1982                                    |
| 427 | Thompson, Jim                                         | Un chouette petit lot                                     | A Swell-looking Babe                             | 1982                                    |
| 428 | Bastid, Jean-Pierre                                   | Méchoui-massacre                                          |                                                  | 1982                                    |
| 429 | Manchette, Jean-Patrick Bastid, Jean-Pierre           | Laissez bronzer les cadavres !                            |                                                  | 1982                                    |
| 430 | Ashford, Jeffrey                                      | Pièges à flics                                            | Bent Copper                                      | 1982                                    |
| 431 | Chase, James Hadley                                   | Tu me suivras dans la tombe                               | We'll Share a Double Funeral                     | 1982                                    |
| 432 | Cheyney, Peter                                        | Les femmes s'en balancent                                 | Dames Don't Care                                 | 1982                                    |
| 433 | McBain, Ed                                            | 80 millions de voyeurs                                    | Eighty Million Eyes                              | 1982                                    |
| 434 | Van Hamme                                             | Largo Winch et le groupe W                                |                                                  | 1982                                    |
| 435 | Home, Geoffrey                                        | Pendez-moi haut et court                                  | Build My Gallows High                            | 1982                                    |
| 436 | Van Hamme                                             | Largo Winch et le cyclope                                 |                                                  | 1982                                    |
| 437 | Williams, Charles                                     | Vivement dimanche !                                       | The Long Saturday Night                          | 1982                                    |
| 438 | Whittington, Harry                                    | Vingt-deux ! (long rifle…)                                | Hello Can’t Wait                                 | 1982                                    |
| 439 | Cheyney, Peter                                        | La Môme vert-de-gris                                      | Poison Ivy                                       | 1982                                    |
| 440 | McBain, Ed                                            | Les Heures creuses                                        | Empty Hours                                      | 1982                                    |
| 441 | Oriano, Janine                                        | O.K. Léon                                                 |                                                  | 1982                                    |
| 442 | Cain, James M.                                        | Dans la peau                                              | The Butterfly                                    | 1982                                    |
| 443 | Cook, Robin                                           | Crème anglaise                                            | The Crust On Its Uppers                          | 1982                                    |
| 444 | Francis, Dick                                         | Panique au pesage                                         | Nerve                                            | 1982                                    |
| 445 | Van Hamme                                             | Le Dernier des doges                                      |                                                  | 1982                                    |
| 446 | Green, Alan                                           | Un drôle de corps                                         | What a Body                                      | 1982                                    |
| 447 | McBain, Ed                                            | Branle-bas au 87                                          | Hail To the Chief                                | 1982                                    |
| 448 | Thompson, Jim                                         | Deuil dans le coton                                       | Cropper's Cabin                                  | 1982                                    |
| 449 | Gores, Joe                                            | Hammett                                                   | Hammett                                          | 1982                                    |
| 450 | Brown, Carter                                         | Tous au pageot !                                          | The Antique Blonde                               | 1982                                    |
| 451 | Sussman, Barth Jules Manchette, Jean-Patrick          | L'Homme au boulet rouge                                   |                                                  | 1982                                    |
| 452 | Matheson, Richard                                     | De la part des copains                                    | The Beardless Warriors                           | 1982                                    |
| 453 | McBain, Ed                                            | Entre deux chaises                                        | He Who Hesitates                                 | 1982                                    |
| 454 | Van Hamme                                             | L'Heure du tigre / La Forteresse de Makiling              |                                                  | 1982                                    |
| 455 | Cannon, Curt                                          | Faites donner le Cannon                                   | I’m Cannon for Hire                              | 1982                                    |
| 456 | Marlowe, Dan                                          | Sus aux sangsues !                                        | The Vengeance Man                                | 1982                                    |
| 457 | McGivern, William P.                                  | Sans bavures                                              | The Seven File                                   | 1982                                    |
| 458 | Williams, Charles                                     | Mieux vaut courir                                         | Man On the Run                                   | 1982                                    |
| 459 | Amila, Jean                                           | À qui ai-je l'honneur… ?                                  |                                                  | 1982                                    |
| 460 | Cain, James M.                                        | Le Bluffeur                                               | Love’s Lovely Counterfeit'                       | 1982                                    |
| 461 | Hitchens, Dolores                                     | Dans l’intérêt des familles                               | The Watcher                                      | 1982                                    |
| 462 | Reagan, Thomas B.                                     | Un job en or                                              | The Caper                                        | 1982                                    |
| 463 | Van Hamme                                             | L'Heure du tigre Tome II / Les Révoltés de Zamboanga      |                                                  | 1982                                    |
| 464 | Brown, Carter                                         | Cash-sex                                                  | Kiss Michelle Good-bye                           | 1983                                    |
| 465 | Longbaugh, Harry                                      | Soyons régence !                                          | No Way to Treat a Lady                           | 1983                                    |
| 466 | Maltravers, Michael                                   | La Maladie de Chooz                                       |                                                  | 1983                                    |
| 467 | McBain, Ed                                            | N'épousez pas un flic                                     | So Long as You Both Shall Live                   | 1983                                    |
| 468 | A.D.G.                                                | Je suis un roman noir                                     |                                                  | 1983                                    |
| 469 | Cheyney, Peter                                        | À toi de faire ma mignonne                                | Your Deal, My Lovely                             | 1983                                    |
| 470 | Keene, Day                                            | Je tire ma révérence                                      | Farewell to Passion                              | 1983                                    |
| 471 | Van Hamme                                             | Business blues                                            |                                                  | 1983                                    |
| 472 | Reagan, Thomas B.                                     | La Dernière Virée                                         | Blood Money                                      | 1983                                    |
| 473 | Behm, Marc                                            | Mortelle Randonnée                                        | Eye of the Beholder                              | 1983                                    |
| 474 | Chase, James Hadley                                   | C'est pas dans mes cordes                                 | Not my Thing                                     | 1983                                    |
| 475 | Burnett, W. Richard                                   | Donnant donnant                                           | Vanity Row                                       | 1983                                    |
| 476 | McBain, Ed                                            | Panique à bord                                            | Death of a Nurse                                 | 1983                                    |
| 477 | Ryck, Francis                                         | Le Testament d’Amérique                                   |                                                  | 1983                                    |
| 478 | Varous, Alex                                          | Un globule dans la Tamise                                 |                                                  | 1983                                    |
| 479 | Giovanni, José                                        | Le Ruffian                                                |                                                  | 1983                                    |
| 480 | Brett, Martin                                         | Sables-d'or-les-Pains !                                   | The Sherds                                       | 1983                                    |
| 481 | Ellin, Stanley                                        | À double tour                                             | The Key To Nocholas Street                       | 1983                                    |
| 482 | Lesou, Pierre-Vial                                    | Le Doulos                                                 |                                                  | 1983                                    |
| 483 | Royce, Kenneth                                        | Du ciment plein les bottes                                | The Concrete Boot                                | 1983                                    |
| 484 | Cheyney, Peter                                        | Cet homme est dangereux                                   | This Man Is Dangerous                            | 1983                                    |
| 485 | Croft-Cooke, Rupert                                   | Au charbon, les hommes !                                  | Nasty Pieces of Work                             | 1983                                    |
| 486 | Coppel, Alec                                          | L'assassin revient toujours                               | Mr. Denning Drives North                         | 1983                                    |
| 487 | Manchette, Jean-Patrick                               | Que d'os !                                                |                                                  | 1983                                    |
| 488 | Errer, Emmanuel                                       | St-Tropez oil company                                     |                                                  | 1983                                    |
| 489 | Coburn, Andrew                                        | Un dimanche de flic (Personne ne devrait mourir comme ça) | Off Duty                                         | 1983                                    |
| 490 | Avallone, Michael                                     | Pan partout                                               | Lust Is No Lady                                  | 1983                                    |
| 491 | Fitzgerald, Kevin                                     | E pericoloso sporgersi                                    | Dangerous To Lean Out                            | 1983                                    |
| 492 | Hughes, Dorothy B.                                    | À jeter aux chiens                                        | The Expendable Man                               | 1983                                    |
| 493 | Pronzini, Bill                                        | Le Coup tordu                                             | The Snatch                                       | 1983                                    |
| 494 | Brown, Carter                                         | Du beau monde au balcon                                   | The Blonde Avalanche                             | 1983                                    |
| 495 | Holland, Robert                                       | Ça sent le fauve                                          | The Hunter                                       | 1983                                    |
| 496 | Jacks, Oliver                                         | La Seconde de détente                                     | Assassination Day                                | 1983                                    |
| 497 | Kane, Henry                                           | À la trappe, les nababs !                                 | Never Give a Millionaire an Even Break           | 1983                                    |
| 498 | Burnett, W. Richard                                   | Le Samson de l’Ouest                                      | The Abilene Samson                               | 1983                                    |
| 499 | Chase, James Hadley                                   | Ça ira mieux demain                                       | Tomorrow Is a New Day                            | 1983                                    |
| 500 | McGivern, William P.                                  | Quand les poulets ont des dents                           | Rogue Cop                                        | 1983                                    |
| 501 | Heath, William L.                                     | Les Inconnus dans la ville                                | Violent Saturday                                 | 1983                                    |
| 502 | O'Farrell, William                                    | Pieds humides                                             | Wetback                                          | 1983                                    |
| 503 | Mann, Patrick                                         | La Grande Pagaille                                        | Dog Day Afternoon                                | 1983                                    |
| 504 | Mole, William                                         | La Bosse du crime                                         | Skin Trap                                        | 1983                                    |
| 505 | White, Lionel                                         | Un coup fumant                                            | The Big Caper                                    | 1983                                    |
| 506 | A.D.G.                                                | Juste un rigolo                                           |                                                  | 1983                                    |
| 507 | Jessup, Richard                                       | Chanteur de choc                                          | Lowdown                                          | 1984                                    |
| 508 | McBain, Ed                                            | En pièces détachées                                       | Jigsaw                                           | 1984                                    |
| 509 | Viard, Henri                                          | La Bande à Bonape                                         |                                                  | 1984                                    |
| 510 | Burnett, W. Richard                                   | Un homme à la coule                                       | The Cool Man                                     | 1984                                    |
| 511 | Manchette, Jean-Patrick                               | Polar (Morgue pleine)                                     |                                                  | 1984                                    |
| 512 | Amila, Jean                                           | Langes radieux                                            |                                                  | 1984                                    |
| 513 | Brown, Carter                                         | Le Péché capiteux                                         | Stab in the Dark                                 | 1984                                    |
| 514 | Giovanni, José                                        | Ho !                                                      |                                                  | 1984                                    |
| 515 | Siodmak, Curt                                         | Le Cerveau du nabab                                       | Donovan's Brain                                  | 1984                                    |
| 516 | McBain, Ed                                            | La Rousse                                                 | Fuzz                                             | 1984                                    |
| 517 | Ryck, Francis                                         | La Peau de Torpédo                                        |                                                  | 1984                                    |
| 518 | A.D.G.                                                | Les Panadeux                                              |                                                  | 1984                                    |
| 519 | Block, Lawrence                                       | Le Voleur insomniaque                                     | The Thief Who Couldn't Sleep                     | 1984                                    |
| 520 | Crawford, Stanley G.                                  | Le Grossium                                               | Gascoyne                                         | 1984                                    |
| 521 | Varoux, Alex                                          | La Bête de Troufignac                                     |                                                  | 1984                                    |
| 522 | Brown, Carter                                         | Faisans à foison                                          | The Real Boyd                                    | 1984                                    |
| 523 | Charyn, Jerome                                        | Marilyn la dingue                                         | Marilyn the Wild                                 | 1984                                    |
| 524 | Pronzini, Bill                                        | Taillons-nous !                                           | Panic !                                          | 1984                                    |
| 525 | MacDonald, John D.                                    | Vendetta palace                                           | The Empty Trap                                   | 1984                                    |
| 526 | McGivern, William P.                                  | La Planque                                                | A Shield for Murder                              | 1984                                    |
| 527 | Werry, Richard R.                                     | Sur un lit de cactus                                      | Hammer me Home                                   | 1984                                    |
| 528 | Aarons, Edward S.                                     | Le Cyclope exorbité                                       | Assignment to Disaster                           | 1984                                    |
| 529 | Browne, Howard                                        | À la schlague !                                           | The Taste of Ashes                               | 1984                                    |
| 530 | MacDonald, John D.                                    | Une valda pour Cendrillon                                 | A Bullet for Cinderella                          | 1984                                    |
| 531 | Millar, Kenneth                                       | À feu et à sang                                           | Blue City                                        | 1984                                    |
| 532 | Block, Lawrence                                       | Y'a qu'à se baisser...                                    | Mona                                             | 1984                                    |
| 533 | Jaouen, Hervé                                         | La Chasse au merle                                        |                                                  | 1984                                    |
| 534 | MacDonald, John D.                                    | Strip-tilt                                                | The Girl, the Gold Watch and Everything          | 1985                                    |
| 535 | Chaber, M.E.                                          | Voué au blanc-bleu                                        | The Man Inside                                   | 1985                                    |
| 536 | Gault, William Campbell                               | La Prise du boa                                           | Night Lady                                       |                                         |
| 537 | Howard, Clark                                         | Meurtres sous la loupe                                    | The Killings                                     | 1985                                    |
| 538 | Whittington, Harry                                    | Le Chant de l'alligator                                   | Never Find Sanctuary                             | 1985                                    |
| 539 | Chute, Verne                                          | Maldonne                                                  | Wayward Angel                                    | 1985                                    |
| 540 | Destanque, Robert                                     | Le Serpent à lunette                                      |                                                  | 1985                                    |
| 541 | MacDonald, John D.                                    | L'Encadré                                                 | You Live Once                                    | 1985                                    |
| 542 | Ryck, Francis                                         | Incognito pour ailleurs                                   |                                                  | 1985                                    |
| 543 | Craig, John                                           | La Malle et la Belle                                      | If You Want To See Your Wife Again               | 1985                                    |
| 544 | Kenrick, Tony                                         | Trois petits soldats                                      | The Seven Day Soldiers                           | 1985                                    |
| 545 | A.D.G.                                                | La Divine Surprise                                        |                                                  | 1985                                    |
| 546 | McBain, Ed                                            | Flouze                                                    | Bread                                            | 1985                                    |
| 547 | MacDonald, John D.                                    | La Tête sur le billot                                     | A Key To the Suite                               | 1985                                    |
| 548 | Bialot, Joseph                                        | Le Salon du prêt-à-saigner                                |                                                  | 1985                                    |
| 549 | Charyn, Jerome                                        | Zyeux-bleus                                               | Blue Eyes                                        | 1985                                    |
| 550 | Howard, Clark                                         | Une lance                                                 | The Arm                                          | 1985                                    |
| 551 | Jaouen, Hervé                                         | Pleure pas sur ton biniou...                              |                                                  | 1985                                    |
| 552 | MacDonald, John D.                                    | Maîtresse à bord                                          | The Last One Left                                | 1985                                    |
| 553 | Williams, Charles                                     | Ont-ils des jambes ?                                      | Aground                                          | 1985                                    |
| 554 | A.D.G.                                                | La marche truque...                                       |                                                  | 1985                                    |
| 555 | Burnett, W. Richard                                   | Tête de lard                                              | Underdog                                         | 1985                                    |
| 556 | McBain, Ed                                            | Envoyez la fumée !                                        | Where There's Smoke                              | 1985                                    |
| 557 | MacDonald, John D.                                    | Bonne Pâte                                                | Soft Touch                                       | 1985                                    |
| 558 | Errer, Emmanuel                                       | L'Envol des corneilles                                    |                                                  | 1985                                    |
| 559 | Hansen, Joseph                                        | Un blond évaporé                                          | Fadeout                                          | 1985                                    |
| 560 | Pronzini, Bill                                        | Fausse clé                                                | Undercurrent                                     | 1985                                    |
| 561 | Wolfson, P. J.                                        | À nos amours                                              | Bodies Are Dust                                  | 1985                                    |
| 562 | Manchette, Jean-Patrick                               | La Position du tireur couché                              |                                                  | 1985                                    |
| 563 | Seeley, Clinton                                       | La Peur blanche                                           | Storm Fear                                       | 1985                                    |
| 564 | Brewer, Gil                                           | La Machine à découdre                                     | A Killer Is Loose                                | 1985                                    |
| 565 | Charyn, Jerome                                        | Kermesse à Manhattan                                      | The Education of Patrick Silver                  | 1986                                    |
| 566 | A.D.G.                                                | Notre frère qui êtes odieux...                            |                                                  | 1986                                    |
| 567 | Amila, Jean                                           | Contest-flic                                              |                                                  | 1986                                    |
| 568 | Brown, Fredric                                        | La Belle et la Bête                                       | The Screaming Mimi                               | 1986                                    |
| 569 | Tracy, Don                                            | Un bloc de haine                                          | The Hated One                                    | 1986                                    |
| 570 | Trinian, John                                         | Le Métier dans le sang                                    | Scratch a Thief                                  | 1986                                    |
| 571 | Amila, Jean                                           | Terminus Iéna                                             |                                                  | 1986                                    |
| 572 | Whitfield, Raoul                                      | La Mort du Maestro                                        | Death in a Bowl                                  | 1986                                    |
| 573 | Coe, Tucker                                           | Le Poster menteur                                         | Don't Lie To Me                                  | 1986                                    |
| 574 | Crabb, Ned                                            | La bouffe est chouette à Fatchakulla !                    | Ralph Or What's Eating the Folks in Fatchakulla  | 1986                                    |
| 575 | Block, Lawrence                                       | Beau doublé pour Tanner                                   | Two for Tanner                                   | 1986                                    |
| 576 | Williams, Charles                                     | Péri en mer                                               | The Sailcloth Shroud                             | 1986                                    |
| 577 | Chenaille, Gilles                                     | Le Maître du jeu                                          |                                                  | 1986                                    |
| 578 | Brown, Carter                                         | Un brin d'apocalypse                                      | The Loving and the Dead                          | 1986                                    |
| 579 | Brown, Carter                                         | Du feu par les naseaux                                    | The Passionate                                   | 1986                                    |
| 580 | Brown, Carter                                         | Une blonde à l'eau                                        | Blonde on the Rocks                              | 1986                                    |
| 581 | Brown, Carter                                         | Sens interdits                                            | Who Killed Doctor Sex ?                          | 1986                                    |
| 582 | Brown, Carter                                         | On demande une victime                                    | The Never-was Girl                               | 1986                                    |
| 583 | Brown, Carter                                         | Le Diable incarné                                         | No Blonde in an Island                           | 1986                                    |
| 584 | Chase, James Hadley                                   | Chambre noire                                             | Cade                                             | 1986                                    |
| 585 | Chase, James Hadley                                   | Eh bien, ma jolie...                                      | Well, My Pretty                                  | 1986                                    |
| 586 | Chase, James Hadley                                   | La Blonde de Pékin                                        | You Have Yourself a Deal                         | 1986                                    |

## Rythme de publication entre 1971 et 1986
en nombre de titres par année